# Акорд
Акорд је група од три или више тонова одсвираних у исто време. Иако је, технички, било који број било којих тонова акорд, у пракси је откривено да су само неки акорди хармонски употребљиви.
Постоји више врста акорда и њихових обртаја, у зависности од тога колико тонова се одсвира и како су интервалски формирани. Алтеровани акорд је акорд који у себи има тон који је претрпео хроматску промену.
Умањени акорд је акорд чијих је један или више тонова снижено; увећани акорд је акорд чијих је један или више тонова повишено.

## Историја
Реч акорд долази од средњовековне латинске речи accord. У средњем веку у западњачкој хармонији користе се интервали кварта, квинта и октава. У 15. и 16. веку трозвуци у молу и дуру бивали су све популарнији и ускоро постају главни облик полифоније. Четверотонски септакорди широм су уведени у 17. веку. Хармонија многих савремених популарних западњачких жанрова и даље се заснива углавном на кориштењу трозвука и септакорда, иако је то далеко од универзалне праксе. Значајни изузеци укључују модерни џез (од око 1960-их) у којима се акорди често састоје од најмање пет тонова, а акорди од седам и повремено више су уобичајени. Атонална и пост-тонална савремена музика (укључујући и неке примере филмске музика) чији акорди могу бити далеко комплекснији, утемељена је на тако разноврсним хармонијским принципима да се традиционални изрази као трозвук тамо ретко користе.
Акорди су тако чврсто утврђени у западној глазби да истовремени звук два различита тона, чак и монофоних мелодија слушатељи (и музичари и немузичари) често интерпретирају као имплициране акорде. Тај психоакустични феномен резултат је сталне изложености конвенционалним музичким хармонијама, те тако мозак слушаоца попуњава празнине потребне за грађу прикладних акорда.
Композитори могу искористити ову тенденцију како би изненадили слушаоце, намерно избегавајући одређене дефинишуће тонове. На пример, композиција може већином бити компонована у пентатонској мол лествици, код слушаоца имплицирајући еолски модус, пре намерног преласка на неуобичајенију мелодијску прогресију или акорд, као нпр. дурски VI који сигнализује дорски модус, или снижени II који имплицира фригијски.

## Грађа и именовање
Одређене карактеристике поседује сваки акорд:
- број тонова које садржи,
- врсте интервала које садржи (секунде, терце или кварте),
- прецизну интервалну грађу, нпр.: ако је акорд квинтакорд, је ли дурски, молски, повећани или смањени акорд,
- љествични ступањ основног тона,
- је ли акорд у обрату.

### Број тонова
Један начин разврставања акорада јесте према броју тонова који се користе у њиховој грађи, где тон одређује ступањ на хроматској лествици (тј. одређени тон, као нпр. Ц, Дес, Е, Фис итд.) без обзира на то у којој октави се појављује. Акорди који користе три тона зову се трикорди, акорди који користе четири тона тетракорди, пет тонова пентакорди, а акорди са шест различитих тонова зову се хексакорди.

### Функције акорада
Сваки ступањ у лествици се осим бројевима, може означити и функцијом. Темељне функције (главни ступњеви у лествици) су тоника (Т), субдоминанта (С), и доминанта (Д), који творе каденцу. Тако и акорди могу бити носитељи функција, зависно од ступња у лествици и врсти.
| Римски број | I      | II          | III       | IV           | V         | VI             | VII    |
| Ступањ      | тоника | супертоника | медијанта | субдоминанта | доминанта | доња медијанта | вођица |

Римски бројеви првенствено се користе у музичкој теорији, за разлику од симбола за поп акорде који се користе као водич свирачима и имају сасвим друкчије ознаке.

### Врсте интервала у акордима
Напомена: Називи тонова (Ц, Д, Е итд.) биће писани великим словима, без бројева, јер се могу односити на било коју октаву.
Многи акорди могу се поређати као низ чије елементе деле интервали који су угрубо исте величине. Нпр. трозвук Ц-дура садржи тонове Ц, Е и Г. Ови тонови могу бити поређани у низу Ц-Е-Г у којем је први интервал велика терца (Ц-Е), док је други мала терца (Е-Г). Сваки акорд који може бити низ тих интервала је терцијарни акорд. Акорд као што је Ц-ЂЕ састоји се од низа секунда (велика и мала) и зове се секундарни акорд. Акорд Ц-Ф-Х, који се састоји од чисте кварте Ц-Ф и повећане кварте (тритонуса) Ф-Х назива се кварталним акордом. Већина акорада у западњачкој музици су терцијарни акорди.
Након подробнијег посматрања види се да такво називање може бити неодређено. Појмови „секунда”, „терца”, „кварта” итд. често се разумеју само релативно у лествици, јер није увек јасно на коју лествицу се односе. У примеру пентатонске лествице Г-А-Ц-ЂФ интервали Г-Ц и Ц-Ф су терце, јер је између њих један тон. У односу са хроматском лествицом, интервали Г-Ц и Ц-Ф су кварте, јер је размак између њих пет полустепена. Због тога би се акорд Г-Ц-Ф могао описати и као терцијаран и као квартаран, зависно од тога да ли се мере интервали према пентатонској или хроматској лествици.
Употребом снизилица и повисилица преглед се још више компликује. Акорд ХИС-Е-АС бележи се као низ смањених кварта (ХИС-Е) и (Е-АС). Међутим акорд је енхармонијски једнак и звучно нераздвојив од акорда Ц-Е-ГИС, који се састоји од великих терца (Ц-Е) и (Е-ГИС); будући да је ХИС звучно једнако Ц, и АС звучно потпуно једнако ГИС. У нотном запису је онда први акорд квартарни иако звучи идентично другом, који је терцијаран. У неким околностима корисно је говорити о томе како се акорд записује, а у другима како звучи. Изрази „терцијарни” и „квартарни” могу се користити у оба контекста али је важно напоменути на који се мисли.

## Врсте акорада

### Трозвуци (квинтакорди) и врсте квинтакордâ
Врста трозвука одређује прецизно размештање интервала. Терцијарни трикорди звани квинтакорди могу се описани као сузвук од три тона. Први елемент зове се темељни (основни) тон акорда, други је његова терца, а трећи квинта. Описује их се како следи:
| Име акорда            | Интервали    | Интервали       | Пример   | Симбол           |
| --------------------- | ------------ | --------------- | -------- | ---------------- |
| Дурски квинтакорд     | велика терца | чиста квинта    | Ц-Е-Г    | Ц, ЦМ, Цма, Цмај |
| Молски квинтакорд     | мала терца   | чиста квинта    | Ц-Ес-Г   | Цм, Цми, Цмин    |
| Прекомерни квинтакорд | велика терца | повећана квинта | Ц-Е-Гис  | Ц+, Ц+, Цауг     |
| Умањени квинтакорд    | мала терца   | смањена квинта  | Ц-Ес-Гес | Цм(♭5), Цº, Цдим |

Као пример узмимо Ц-дур лествицу која се састоји од тонова Ц, Д, Е, Ф, Г, А, Х и Ц. То је основна и најједноставнија лествица.
Трозвук Ц-дура твори се од основног тона Ц, трећег тона у лествици Е, и петог Г.
Користећи исту лествицу може се начинити мол акорд уз помоћ тона Д као основног: Д-Ф-А.
Поглед на клавијатуру открива четири полустепена између основног тона и трећег тона акорда Ц-дура, али само три полустепена између основног тона Д и његовог трећег тона (док су спољашњи тонови још увек удаљени за чисту квинту). Тако је трозвук на тону Ц дурски квинтакорд, а на тону Д молски квинтакорд.
Из горње таблице види се да се дурски квинтакорди састоје од основног тона, велике терце и чисте квинте, док се молски квинтакорди састоје од основног тона, мале терце и чисте квинте. Дакле једина разлика је у средњем тону, овде терци. Управо то се види на примеру квинтакорда на тоновима Ц и Д (Ц-Е је размак од четири полустепена, а Д-Ф од три полустепена) - у великој терци налазе се четири полустепена (или два степена), а у малој терци три полустепена (један и пол степен).
Трозвук се може направити из било којег тона на Ц-дур лествици, и они ће бити или дурски или молски, осим акорда којему је основни тон Х (последња типка пре тона Ц) чији тонови чине смањени квинтакорд.

### Многостраност квинтакорда
Акорд се може изградити на сваком ступњу било које лествице. У класичној дурској и молској лествици има седам тонова, тако да се у тим лествицама може изградити седам акорада. Нпр. први ступањ Ц-дур лествице је тон Ц, квинтакорд који је на њему изграђен гласи Ц-Е-Г, по врсти је дурски и биће означен римским бројем I. Квинтакорд на другом ступњу гласи Д-Ф-А, по врсти је молски и означава се са II, итд.
Тако се у дурској лествици дурски квинтакорди налазе на I, IV и V ступњу; молски на II, III и VI ступњу, а на VII ступњу је смањени квинтакорд.
У природном молу су молски квинтакорди на: I, IV и V ступњу; дурски на III, VI и VII, а смањени је на II ступњу.
У хармонијском молу су молски квинтакорди на I и IV, дурски на V и VI, смањени на II и VII, те повећани на III ступњу.
У мелодијском молу, молски квинтакорди су на I и II, дурски на IV и V, смањени на VI и VII и повећани на III ступњу.

## Квинтакорд и обртаји
Квинтакорд и његови обртаји имају по три тона.

### Квинтакорд
Како први и други, тако и други и трећи тонови квинтакорда су у терци. Цео акорд је у квинти, те се обележава са 5/3.

### Секстакорд
Секстакорд се добија обртајем квинтакорда. Његов први и други тон су у терци, док су други и трећи, у кварти. Цео акорд је у сексти, те се обележава са 6/3 и само 6.

### Квартсекстакорд
Квартсекстакорд је други обртај квинтакорда. Први и други тон је у кварти, други и трећи у терци а цео акорд је у сексти. Обележава се са 6/4.

## Септакорд и обртаји
Септакорд и његови обртаји имају по четири тона. Септакорд се гради само на другом, петом или седмом ступњу. Доминантни септакорд је онај који је изграђен на петом ступњу, субдоминантни на другом или четвртом а вођични на седмом.

### Септакорд
Септакорд је акорд који је грађен од три  узастопне терце. Уколико је потпун обележава се, 7/5/3, или непотпун 7/3 али најчешћа ознака је само 7. Разликујемо седам врста четворозвука.
Велики дурски септакорд, који је грађен од дурског квинтакорда и велике септиме.
Мали дурски септакорд, који је грађен од дурског квинтакорда и мале септиме.
Велики молски септакорд, који је грађен од молског квинтакорда и велике септиме.
Мали молски септакорд, који је грађен од молског квинтакорда и мале септиме.
Полуумањени септакорд, који је грађен од умањеног квинтакорда и мале септиме.
Умањени септакорд, који грађен од од умањеног квинтакорда и умањене септиме.
Прекомерни септакорд је грађен од прекомерног квинтакорда и велике септиме.
Сваки Септакорд има три обртаја:
1. Квинтсекстакорд
2. Терцквартакорд
3. Секундакорд

### Квинтсекстакорд
Квинтсекстакорд се добија обртајем септакорда. Његов први и други као и други и трећи тон су у терци, трећи и четврти у секунди а цео акорд је у сексти. Обележава се са 6/5.

### Терцквартакорд
Терцквартакорд је други обртај септакорда. Први и други тон су у терци, други и трећи у секунди, а трећи и четврти опет у терци. Цео акорд је у сексти. Обележава се са 6/4/3.

### Секундакорд
Секундакорд је трећи обртај септакорда. Први и други тон су у секунди, док су други и трећи као и трећи и четврти у терци. Цео акорд је у сексти, а обележава се са 6/4/2.

## Доминантни нонакорд
Доминантни нонакорд је петозвук који се добија када се доминантном септакорду дода још једна терца.

## Истовременост
Акорд је једина хармонијска функција групе тонова и није неопходно да сви звуче истовремено. Нпр. разложени акорди и arpeggia начини су свирања у низу, који такође чине акорде. Један од најпознатијих разложених акорда је Албертијев бас.
Будући да истовременост у акордима није потребна, било је академских расправа о тачки при којој групе тонова постају акорди. Жан Жак Натје објашњава како се „могу срести 'чисти акорди' у музичком делу, као у деловима Слика с изложбе Модеста Мусоргског под називом Шетња (Променада).”
Међутим, „често се мора од јасног презентираног текстуалног акорда поћи према апстрактнијем приказу акорда који се користе” као у Дебисијевој Првој Арабески. „Да би се звучна конфигурација препознала као акорд, мора имати одређено трајање.”
Голдман (1965, стр.26) елаборише: „осећај хармонијског односа, промене или ефекта зависи од брзине (или темпа), као и од релативног трајања појединих тонова или трозвучних јединица. И апсолутно време (мерљива дужина и брзина) и релативно време (пропорција и подела) морају увек бити узете у обзир у хармонијском промишљању или анализи.”